# La foresta misteriosa
La foresta misteriosa (Villmark) è un film del 2003 diretto da Pål Øie.

## Trama
Il produttore televisivo norvegese Gunnar, è alle prese con l'organizzazione di un nuovo reality-show molto estremo: dieci partecipanti dovranno sopravvivere nella natura. Gunnar raduna il gruppo composto da quattro persone per un corso di sopravvivenza di quattro giorni, nella foresta. Il gruppo è composto da: Lasse, Per, Elin e Sara. Gunnar porta i quattro in un cottage abbandonato sulla riva di un lago tra i boschi dove era solito trascorrere l'infanzia. Lasse e Per trovano un cadavere nel lago, ma Gunnar gli dice di non dire nulla a Sara ed Elin per continuare il corso. Ben presto, si ritroveranno in un clima di paranoia, accuse e diffidenza l'uno contro l'altro.